# زنجبیل‌سانان
زنجبیل‌سانان (Zingiberales) یکی از راسته‌های گیاهان است. زنجبیل‌سانان راسته‌ای از تک‌لپه‌ای‌ها است که شامل گیاهانی مانند زنجبیل و موز می‌شود.